# Billedernes bedrag
Billedernes bedrag ((fransk): La Trahison des images; billedernes forræderi, 1928-29) er et maleri af belgieren René Magritte med påskriften "Ceci n'est pas une pipe" ("Dette er ikke en pibe"). Maleriet understreger forskellen mellem billede og virkelighed ved en naturtro gengivelse af piben. Det er ikke en pibe, men et billede af en pibe! Man taler om begrebet selvreference.
Michel Foucault skriver om maleriet og dets paradoks i sin bog Ceci n'est pas une pipe (1973).